# Parc des Sports et de l’Amitié
A Parc des Sports et de l’Amitié többfunkciós stadion Narbonne-ban, Franciaországban. A stadion az RC Narbonne hazai stadionja, jelenleg főként rögbi mérkőzésekre használják. A stadion 1979-ben épült, 12 000 fő befogadására képes. 2016. február 12-én helyet adott egy Six Nations Under 20-as bajnoki mérkőzésnek Franciaország és Írország között, amelyet Franciaország 34–13-ra megnyert.
A l’Égassiairal-stadiont, amely Narbonne számára helyet adó városrészéről kapta a nevét, a Cassayet-stadion helyett építették, ami már túl kicsi lett az első osztályú mérkőzésekhez. A stadiont 1976. augusztus 29-én adták át.
A stadion egy sportkomplexum közepén helyezkedik el, amely két rögbipályát, egy futballpályát, egy hatalmas játékteret, három kosárlabdapályát és két játszóteret foglal magában. A stadion világítását 1987-ben alakították ki, az első mérkőzésre éjszaka került sor a CA Brive ellen. 1992-ben további felújításokra került sor, amikor egy atlétikai pálya és egy új lelátó épült. A felújításokat követően a stadiont 1992 márciusában átnevezték Parc des Sports et de l'Amitié-re. A munkálatokra azért volt szükség, hogy alkalmas legyen az 1993-as Mediterrán Játékok, különösen az atlétikai versenyek megrendezésére.